# 冷地毛茛
冷地毛茛（学名：Ranunculus gelidus），为毛茛科毛茛属下的一个植物种。